# Michelangelo Amadei
Michelangelo Amadei (auch Mich(a)ele Angelo Amadei; * 11. Dezember 1586 in Cortona (Toskana); † 12. März 1642 ebenda) war ein italienischer Komponist am Übergang zwischen der Musik der Renaissance und jener des Frühbarock.

## Leben und Werk
Miachelangelo Amadei wurde 1586 in Cortona geboren, über seinen familiären Hintergrund ist nichts genaues bekannt. Nach eigenen Angaben im Vorwort seines ersten Motettenbuches war er ein Schüler von Giovanni Bernardino Nanino, allerdings taucht er nicht in den überlieferten Listen der Schüler an der Kirche San Luigi dei Francesi (wo Nanino unterrichtete) auf. Am 27. August 1606 wird der knapp zwanzigjährige Amadei als Maestro di cappella an die Kathedrale seiner Heimatstadt Cortona berufen, wo er bis zu seinem Tod tätig bleibt. Parallel hatte er ein Kanonikat an der ebenfalls in Cortona gelegenen Kirche Santa Maria Novella inne.
Amadeis Werke sind nur teilweise erhalten. Erwähnenswert sind zwei dem Bischof von Cortona und einem neapolitanischen Adeligen gewidmete Bände mit Motetten, die 1614 und 1615 in Venedig gedruckt wurden. Die Motetten sind für eine bis sechs Stimmen mit Basso continuo an der Orgel komponiert. Der erste Band mit 23 Motetten wurde 2013 neu aufgelegt.